# Oeneis hangaica
Oeneis hangaica är en fjärilsart som beskrevs av Korentzov och Solyanukov. Oeneis hangaica ingår i släktet Oeneis och familjen praktfjärilar. Inga underarter finns listade i Catalogue of Life.